# Marie de Hautefort
Marie de Hautefort, född 1616, död 1691, var en fransk hovdam, gunstling och nära vän till Ludvig XIII av Frankrike mellan 1630 och 1639. Hon var hans förtrogna och hade politiskt inflytande över honom, men de hade inte ett sexuellt förhållande, och hon var därför ingen mätress.

## Biografi
Marie de Hautefort var dotter till markis Charles de Hautefort och Renée du Bellay och dotterdotter åt Catherine Le Voyer de Lignerolles, som var hovdam åt Maria av Medici. Ludvig XIII lade märke till henne då hon närvarade vid den dagliga eftermiddagssamvaron i salongen hos drottningen, Anna av Österrike, och blev förtjust i henne. Då Maria av Medici lämnade Frankrike, ersatte Ludvig Madame du Fargis med Maries mormor som dame d'atour hos drottningen, och gjorde Marie själv till hovfröken med orden att hon måste älska henne för hans skull. Anna accepterade Marie på inråden från madame du Fargis, som sade henne att vem Ludvig än älskade, kunde han enbart älska med henne, Anna.

### Gunstling
Marie de Hautefort beskrivs som vacker och dygdig, stolt och spetsigt kvick, och så pryd att hon regelmässigt avvisade män även då de hade seriösa avsikter, och ansåg det osedligt till och med att brevväxla med en man om oskyldiga ämnen. Ludvig, som själv hade religiösa skrupler och andra hämningar mot utomäktenskaplig sexualitet, hade gjort henne till hovfröken för att kunna ha henne tillgänglig vid hovet, men han rörde henne aldrig utan samtalade alltid med henne med tillräckligt stort avstånd för att göra det omöjligt att vidröra varandra. Ludvig arrangerade ofta olika nöjen, så som picknicks, konserter och jaktturer, där sånger sjöngs till Maries ära.
Marie de Hautefort besvarade inte Ludvigs känslor utan blev i stället en nära vän till Anna. Marie ska ofta ha gjort narr av Ludvig inför Anna, sagt emot honom och kritiserat honom, och deras relation genomgick ständiga gräl och försoningar efter medling av Richelieu. Marie vägrade dock att fungera som Richelieus spion och rapportera Ludvigs förtroenden till honom, i stället gjorde hon det till Anna. En känd historia handlar om hur Ludvig en gång överraskade Anna och Marie läsande ett skämtbrev om hennes favoritskap: då han bad att få se det, stoppade hon ned det i korsetten, och medan Anna sedan höll i det, försökte Ludvig utan framgång få upp brevet genom att använda ett spiselredskap av silver snarare än sina händer.
Richelieu ogillade Marie genom hennes vägran att fungera som hans spion, och understödde därför 1635 Louise de La Fayette som ny gunstling. Marie de Hautefort var en förtrogen till Anna och medveten om hennes hemliga illegala korrespondens. År 1637, när Annas hemliga kurir La Porte hade arresterats, var det Marie de Hautefort som anförtroddes uppdraget att, utklädd till tjänsteflicka, smuggla in ett meddelande till honom i Bastiljen om vad Anna själv hade medgett för att deras historier skulle stämma överens. Hon stödde också Anna under denna kris, när denna misstänktes för att vara spansk agent. När Louise de la Fayette gått i kloster 1637 återfick hon sin plats som gunstling hos Ludvig. Hon befordrades genom att få dela tjänsten som dame d'atour med sin mormor, vilket höjde hennes lön och gav henne rätten att kalla sig madame trots att hon var ogift. I november 1639 hade Ludvig tröttnat på de ständiga grälen och försoningarna med Hautefort, avskedade henne från hovet och ersatte henne som gunstling med markis Henri de Cinq-Mars.

### Senare liv
Marie de Hautefort återkallades till hovet och återfick sin tjänst då Ludvig dog och Anna blev regent 1643. Hon ingick då i Annas närmaste vänkrets, bestående förutom henne av madame de Brienne, gardeskaptenen Guitaut, hennes officielle kappbärare La Porte och madame de Motteville. Hon blev omtyckt vid hovet, där Ludvig XIV kallade henne sin älskarinna. de Hautefort blev dock snart värvad som talesperson för det religiösa partiet vid hovet, som ansåg att Anna borde avskeda Mazarin på grund av ryktet att han var hennes älskare, och började plåga henne med pikar. Hon stödde Importante-partiet under hertigen av Beaufort, och då denne fängslades i Vincennes efter ett mordförsök på Mazarin, vägrade hon tro hans skuld: under en picknick i närheten, sade hon i stället till Anna att hon hade förlorat aptiten av medlidande.
I april 1644 förklarade Anna att hon hade fått nog av hennes pikar och förvisade henne från hovet. Hon gifte sig 1646 med hertig Charles de Schomberg, marskalk av Frankrike. Maken tvingade henne att förhålla sig neutral under Fronden, och då han 1652 blev guvernör i Metz flyttade paret dit. Hon återvände till Paris då hon blev änka 1656.